# ナンテンカズラ

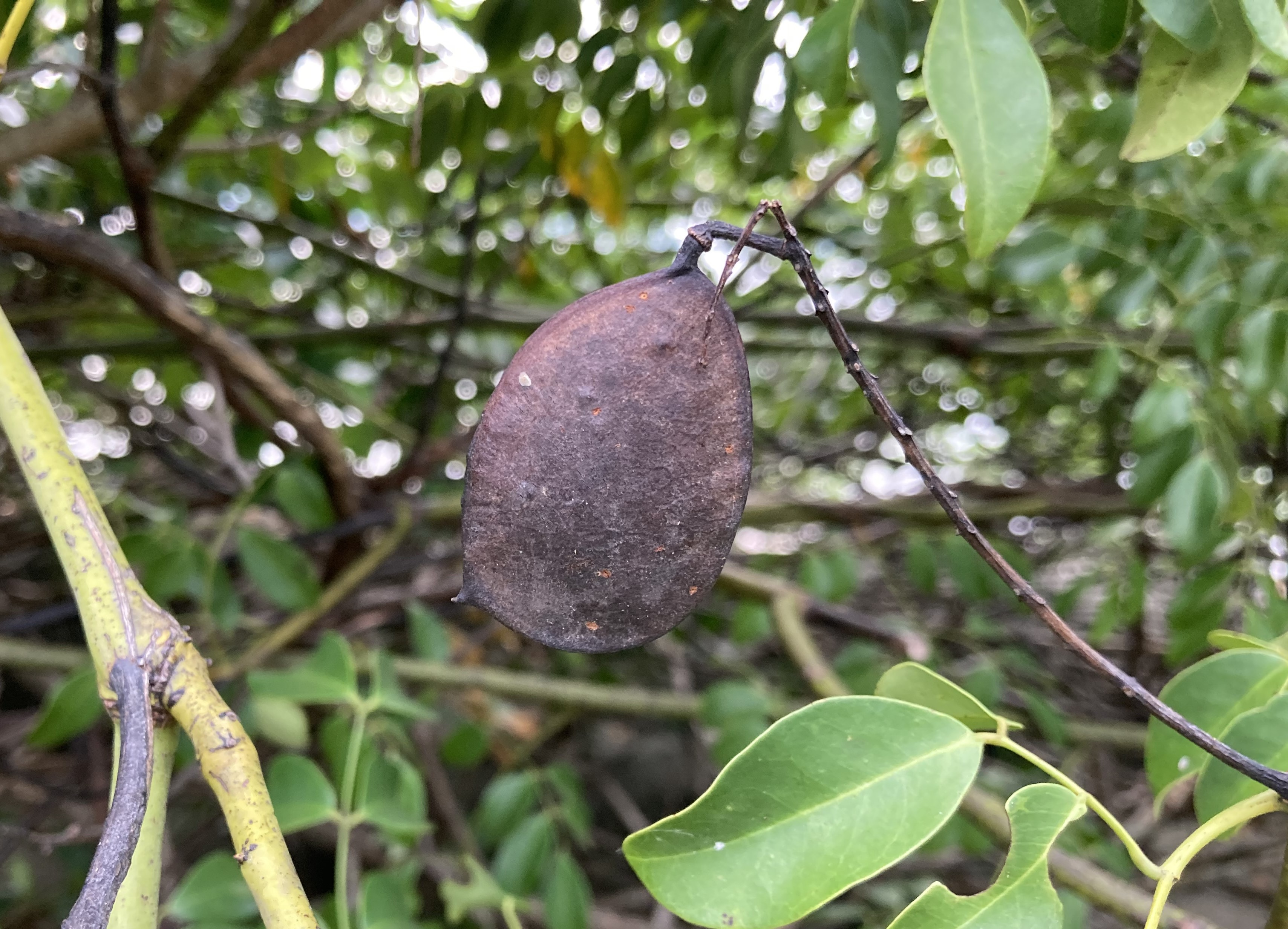
ナンテンカズラの豆果
（2023年8月 沖縄県石垣市名蔵）

ナンテンカズラ（南天蔓、学名：Caesalpinia crista L.）は、マメ科ジャケツイバラ亜科のつる性の落葉低木。
屋久島以南の南西諸島、台湾、東南アジア、インドに分布する。概して海岸近くのマングローブの林縁に自生する。ツルの長さは3〜5m程度であり葉軸には鋭い逆向きのトゲを持つ。葉は2回羽状複葉で羽辺に3対程度の小葉をもつ。小葉は光沢のある長さ2〜4cm、幅1〜2cmの狭卵形で厚みがある。3〜5月頃、葉脇から総状花序を出し、径1.5cm程度で黄色い蝶形花をつける。花後には扁平な豆果実をつける。
かつてCaesalpinia属に分類されていたが、分子系統解析によりこの属は多系統群であることが分かり、近縁な数種とともにTicanto属に分離された。